# Živica (Otočac)
Živica je naselje u Hrvatskoj, nalazi se u općini Otočcu u Ličko-senjskoj županiji. Prema popisu stanovništva iz 2011. naselje nije imalo stanovnika. Naselje se nalazi na 868 metara nadmorske visine, od Dabra je udaljeno oko 8 kilometara. U blizini se nalazi Osmanagino Polje.

## Povijest
Naselje je dobilo ime po izvoru u blizini. U Živici je 1890. godine živjelo oko 50 obitelji. 
Godine 1941. Talijani su upali u selo i zapalili ga te ubili 19 muškaraca. Neki su se preselili u obližnja mjesta a neki su otišli iz Hrvatske.

## Stanovništvo
Najviše stanovnika naselje je imalo prema popisu iz 1890. godine. Prema popisu iz 2011. godine naselje nije imalo stanovnika. Živica je nenaseljena od 1971. godine. Svaka kuća je imala oko deset stanovnika, 1921. u naselju je bilo šest kuća.